# Período de graça (direito industrial)
Período de graça, de acordo com o art. 12 da Lei brasileira da propriedade industrial, corresponde aos doze meses anteriores ao depósito do pedido de patente de invenção ou modelo de utilidade, ou ainda 180 dias para registro de desenho industrial e marcas, nos quais a divulgação da invenção pelo próprio autor, imediata ou mediatamente - por terceiros -, ou ainda pelo próprio INPI, sem autorização do requerente.

## Fonte
- COELHO, Fábio Ulhoa, Curso de Direito Comercial, vol. I, 13ª ed., São Paulo: Saraiva, 2009, p. 150.